# Odontosyllis enopla
Odontosyllis enopla är en ringmaskart som beskrevs av Addison Emery Verrill 1900. Odontosyllis enopla ingår i släktet Odontosyllis och familjen Syllidae.
Artens utbredningsområde är Mexikanska golfen. Inga underarter finns listade i Catalogue of Life.